# مكميلان للنشر
مكميلان للنشر (بالإنجليزية: Macmillan Publishers) هي شركة نشر بريطانية تعتبر تقليديًا واحدة من «الخمسة الكبار» من الناشرين باللغة الإنجليزية (جنبًا إلى جنب مع بنغون رندم هاوس، وهاشيت، وهاربر كولنز، وسايمون وشوستر).

## وصلات خارجية
- الموقع الرسمي
- The Macmillan Archive[وصلة مكسورة] في المكتبة البريطانية
- Macmillan Catalogue, January 1893 at Faded Page (Canada)
- The Macmillan Story: Bringing authors and readers together since 1843